# Авшар (Армения)
Авшар (арм. Ավշար) — село в Араратской области Армении. Основано в 1831 году.

## География
Село находится в 26 километрах от Арарата, высота над уровнем моря 835 м.

## Население
По данным Кавказского статистического комитета к 1879 году в селе Авшар Эриванского уезда Эриванской губернии проживало 886 азербайджанцев (указаны как «татары»), по вероисповеданию шиитов. Также в селе располагалась мечеть. По данным «Кавказского календаря» 1912 года в селе Авшар жило 1127 человек, в основном азербайджанцев, указанных «татарами».
Согласно переписи населения на 1 января 2009 года в селе проживало 5128 человек.
| Год  | Численность | Численность |
| ---- | ----------- | ----------- |
| 1831 | 80          | [ 5 ]       |
| 1873 | 886         | [ 6 ]       |
| 1897 | 1166        | [ 5 ]       |
| 1939 | 1359        | [ 5 ]       |
| 1959 | 2543        | [ 5 ]       |
| 1979 | 3877        | [ 5 ]       |
| 1989 | 4385        | [ 7 ]       |
| 2001 | 4390        | [ 5 ]       |
| 2011 | 4929        | [ 8 ]       |

## Инфраструктура
В Авшаре имеются школа и новый медицинский центр, с 1965 года в селе работает крупный винзавод.